# Schello
Schello (auch Schelle) ist der Name eines uradeligen, fränkischen Ministerialengeschlechts.

## Geschichte
Der Ursprung des Geschlechts liegt im Dunkeln. Als erster Namensvertreter kann wohl ein gewisser Herold Schelle fassbar gemacht werden, der in einer Urkunde des Jahres 1215 genannt wird. Er war als Zeuge Bischofs Otto II. von Würzburg benannt und war wohl dem städtischen Patriziat der Bischofsstadt zuzurechnen. Ein Heinrich von Rüdenhausen genannt Schelle ist 1270 erwähnt, als er seine Güter in Siegendorf an das Kloster Ebrach übergab. Die Namensgleichheit gibt einen Hinweis darauf, dass die Familie in enger Verbindung mit den Herren von Rüdenhausen stand. 1290 erfolgte durch Albert Schello der Ältere mit seiner Frau Felizitas und den Söhnen Burkhard und Heinrich weitere fünf Eigengüter und den angrenzenden Wald in Ebersbrunn an das Zisterzienserkloster Ebrach. 
Besondere Bedeutung für die Familiengeschichte dürfte die Tatsache haben, dass der Ebracher Abt Berengar durch Erwin Riedenauer dem Geschlecht zugeordnet wird. Am Ausgang des 13. Jahrhunderts orientierten sich die Schellos in Richtung der Grafen zu Castell. 1293 tauchte „Albertus miles de Rudenhusen dcs. Schelle“ als erster Zeuge in einer Urkunde des Edlen Ulrich von Dürn auf. Auch in den nachfolgenden Jahrzehnten blieb Rüdenhausen und Ebersbrunn die beiden Zentren des Familienbesitzes. So erhielt Konrad Schelle im Jahr 1303 mehrere Mansen in Ebersbrunn vom Würzburger Fürstbischof zu Lehen. Allerdings verlor das Geschlecht im Jahr 1323 die Burg Rüdenhausen an Friedrich genannt der Colle. 
Eventuell verlegte die Familie ihren Besitzschwerpunkt in die Gegend des Ochsenfurter Gaus. Im Jahr 1331 erschien ein Apelo genannt Schelle als Bebauer eines Volkacher Fronhofs. Im Jahr 1343 ist die Familie im heute zu Ochsenfurt gehörenden Kleinochsenfurt nachweisbar. Über den weiteren Verbleib einzelner Familienmitglieder existieren keine Quellen mehr, sodass davon ausgegangen werden muss, dass die Schello in der zweiten Hälfte des 14. Jahrhunderts ausgestorben sind.

## Mitglieder
Lediglich einzelne Beziehungen in der Stammliste der Schello lassen sich rekonstruieren.
- N. Schelle (gen. 1215)
- Heinrich von Rüdenhausen gen. Schelle (gen. 1270)
- A1 Albert Schello der Ältere (gen. 1290) ∞ Felizitas N. (gen. 1290)
  - B1 Burkhard Schello (gen. 1290)
  - B2 Heinrich Schello (gen. 1290)
  - B3 Albert Schello der Jüngere (gen. 1293)
- A2 Bernger Schello, als Berengar Abt von Ebrach († 1276)[1]